# مناس (شهرستان تلاس)
مناس (به قرقیزی: Манас، ماناس) یک منطقهٔ مسکونی در قرقیزستان است که در شهرستان تلاس واقع شده‌است. مناس ۴٬۱۹۹ نفر جمعیت دارد و ۸۷۱ متر بالاتر از سطح دریا واقع شده‌است.